# Trichoglottis lasioglossa
Trichoglottis lasioglossa är en orkidéart som först beskrevs av Rudolf Schlechter, och fick sitt nu gällande namn av Paul Ormerod. Trichoglottis lasioglossa ingår i släktet Trichoglottis och familjen orkidéer. Inga underarter finns listade i Catalogue of Life.